# Canarium trifoliolatum
Canarium trifoliolatum är en tvåhjärtbladig växtart som beskrevs av Adolf Engler. Canarium trifoliolatum ingår i släktet Canarium och familjen Burseraceae. Inga underarter finns listade i Catalogue of Life.